# 下田日記 (川路聖謨)
『下田日記』は、川路聖謨（かわじとしあきら）による、嘉永7年（1854年）から安政2年（1855年）にかけて3度伊豆国（現・静岡県）下田に滞在（江戸往復の道中および、戸田（現･沼津市）への出張を含む）したときの日記である。
1回目の下田滞在中に、ロシア帝国のエフィム・プチャーチンとの間に1855年の日露和親条約が結ばれた。

## 内容

### 第1回下田日記

#### 嘉永7年
※日付は旧暦。11月13日からはグレゴリオ暦の1855年となる。
- 10月15日　（プチャーチンが下田に来航）
- 10月17日　下田行きを命じられる。
- 10月18日　江戸発
- 10月21日　下田着
- 10月23日　肥前守筒井政憲が下田着。
- 11月 3日　玉泉寺 (下田市)で第1回条約交渉。（通訳は森山栄之助。）
- 11月 4日　安政東海地震。津波でプチャーチンの乗るディアナ号が大破。
- 11月13日　玉泉寺で第2回交渉　（最初の6ヶ条を大筋合意）
- 11月14日　玉泉寺で第3回交渉　第8条領事裁判権、第9条最恵国待遇を合意。
- 11月24日　ディアナ号の修理場所として戸田を提案。
- 11月27日　（安政元年に改元）
- 12月 1日　ディアナ号が27日に現･富士市沿岸で座礁したと連絡が来る。
- 12月 4日　ディアナ号が2日に現・沼津市沖で沈没したと連絡が来る。
- 12月 7日　（代替の船を戸田で作ることを決定。取締役は江川英龍）
- 12月10日　米人アダムス、日米和親条約批准書交換のため来日、下田着。
- 12月14日　長楽寺で第4回交渉　（第2条で得撫島と択捉島の間を国境とした）
- 12月15日　長楽寺で第5回交渉　条約案がまとまった。
- 12月21日　長楽寺で日露和親条約調印。かな文、漢文、オランダ語、ロシア語からなる。
- 12月28日　下田発
- 12月30日　韮山で江川英龍の子英敏と面会。英龍の病状を聞く。（英龍は翌年1月16日江戸で死去。）

#### 安政2年
- 1月3日    江戸着

### 第2回下田日記
- 2月12日　江戸発
- 2月18日　下田着
- 2月23日　戸田着　以後第6条（領事官駐在）撤回についてプチャーチンと再交渉するも失敗。

　（この頃プチャーチン帰国のための代替船、戸田号が完成。）
- 3月 6日　戸田発
- 3月10日　下田発
- 3月13日　江戸着

### 第3回下田日記
- 3月20日　江戸発
- 3月21日　すでに18日にプチャーチンが戸田号でロシアへ向け出発したことを知る。
- 3月24日　下田取締掛として下田着
- 4月23日　下田発
- 4月29日　江戸着

## 底本
川路自筆の日記が宮内庁書陵部にある。1930年（昭和5年）に川路家から贈与されたもの。

## 文献
川路聖謨『長崎日記・下田日記』藤井貞文・川田貞夫校注 平凡社東洋文庫124 初版1968年